# Хампель, Вальтер
Зигмунд Вальтер Хампель (нем. Siegmund Walter Hampel; 17 июля 1867, Вена — 17 января 1949, Нусдорф-ам-Аттерзее, Верхняя Австрия) — австрийский художник жанровых сцен, цветов и портретов, сын художника по стеклу Вильгельма Х. Его картины отмечены выдающимися техническими приёмами, которые проявлялись в стиле мерцающих «золотых бронзовых рисунков».

## Биография
Хампель учился в Австрийской национальной школе торговли и в Академии изобразительных искусств в Вене, где был учеником Анджели Эйзенменгера, но оба учебных заведения не окончил из-за частых проявлений оппозиции к учебным заведениям[уточнить]. Продолжил своё образование самостоятельно.
С 1900 по 1911 год был членом ассоциации художников «Хагенбунд» (нем. Hagenbund) в Вене.